# Cultures 3: Northland
| Сводный рейтинг       | Сводный рейтинг     |
| Агрегатор             | Оценка              |
| --------------------- | ------------------- |
| GameRankings          | 62,56 % (9 обзоров) |
| Metacritic            | 62/100 (11 обзоров) |
| MobyRank              | 68/100              |
| Иноязычные издания    |                     |
| Издание               | Оценка              |
| AllGame               | [ 5 ]               |
| GameSpot              | 5,1/10              |
| IGN                   | 6,4/10              |
| Русскоязычные издания |                     |
| Издание               | Оценка              |
| Absolute Games        | 60 %                |
| «Домашний ПК»         | [ 9 ]               |

Cultures 3: Northland (в России была издана под именем «Мир викингов») — экономическая стратегия немецкой игровой школы. Разработана компанией Funatics Development в 2003 году для персонального компьютера. В состав игры входит редактор карт.

## Описание игры
Классическая экономическая стратегия типа Settlers. Игроку предстоит, управляя мультяшными викингами-колонистами, строить поселение, увеличивая его население, производство, военную мощь, выполняя задания.

## Геймплей
Игроку выдаётся в самом начале склад (большое здание или вытащенная на берег трирема) c небольшим запасом еды и материалов, несколько викингов (обоих полов) и дикая местность.
Игроку предстоит обеспечить людей едой (для чего строится ферма, затем мельница, затем пекарня), жильём, работой. Игра заточена под микроконтроль: каждому нужна работа, каждый должен где-то жить, каждый может завести семью, носить ботинки, немного зелий, каждый должен удовлетворять свои потребности во сне, еде, общении, и, в случае с оружейниками, в религии.
Все здания имеют несколько уровней развития. С улучшением здания у него появляются новые функции или улучшаются старые.
В ходе занятия какой-нибудь деятельностью викинги получают опыт, который выражается в достижении нового уровня мастерства, который, в свою очередь, позволяет расширить спектр работы рабочего, и, по неподтверждённым данным, его эффективность работы. Например: фермер работает, накапливает опыт, и, получив уровень, получает возможность работать на мельнице. После её постройки, проработав на ней немного, он получает ещё один уровень, и получает возможность печь хлеб. После получения очередного уровня он может печь пироги, приносящие большую пользу. Такая же схема и работает и в отношении других профессий: копатель глины может стать гончаром, производящим кирпичи, впоследствии он научится изготавливать посуду и черепицу для крыш.

## Сюжет
Основная кампания Northland снова возвращает игрока к приключениям Бьярни, знакомого по первой и второй части данной серии. К Бьярни за помощью обратился его боевой товарищ из Cultures 2 — сарацин Хаджи (Хатчи), чью деревню на Аравийском полуострове атакуют страшные змееподобные твари. Бьярни и Кира собирают своих викингов и немедленно спешат на помощь старому другу. ..
Кампания состоит из девяти эпизодов, каждый из которых имеет достаточно оригинальную в рамках кампании цель и отличается своеобразной, но интересной трактовкой авторами сюжета скандинавских мифов.

## Особенности игры
- Живописная мультяшная графика.
- Увлекательный и правдоподобный геймплей.
- Интересный фэнтезийный сюжет.

## Отличие от Cultures 2
- добавлены новые интересные миссии
- улучшен движок игры
- намного улучшена графика (изображение стало более сглаженным)